# الفاسيات
هي حشرات ذات شكل جذاب وألوان فاقعه وهي من ذوات الروائح كريه، فبسبب الخصوم تطلق الروائح لإخراجهم أو انها تعبر عن الخوف.

## انواعه
يوجد تقريبا ما يقارب 50000 نوع من الفاسيات.

## الميزات
تمتاز بافواه لها خاصية الثقب والمص.

## استخدام الافواه
تستخدم افواهها من أجل مص مواد أو سوائل من النبات ومن أيضا الحيوانات.

## الاجنحه
يكون لها أو لكل  منها زوج واحد فقط من الاجنحة
المصدر : كتاب عالم الحيوان
للكاتب:جيري بايلي وفريق عمله